# Reginardo de Lieja
Reginardo de Lieja (otras ortografías Reginard, Reginardus, Réginard ...) fue príncipe-obispo del principado de Lieja de 1025 al 5 de diciembre de 1037.

## Biografía
Aunque provenía de Lotaringia, Reginardo no salió de la corte del rey. Era un colaborador del arzobispo de Colonia, Heriberto, de 999 a 1021, y luego decano de Bonn. Para su investidura por el papa Juan XIX disfrutó del apoyo del arzobispo de Colonia. Inicialmente rehusó la nominación, pero tres días más tarde Juan volvió a llamarlo.
En 1026 fundó la abadía de Florennes. En 1030 (25 de julio, 8 o 25 de agosto) consagró la iglesia abacial de Santiago (Lieja), en la que veinticinco monjes benedictinos se instalaron. En 1032 el principado conoció un hambre endémica y según los cronistas de la época, Reginardo mostró su caridad distribuyendo alimentos a trescientos pobres de Lieja, Huy, Fosses-la-Ville y Dinant.
En 1033 se construyó el primer pont des Arches (trad.: puente de los Arcos), el primer puente en el Mosa de Lieja, que conectó la Place du Marché (plaza del mercado), pasando por Neuvice (una de las calles más viejas de la ciudad) con Outre-Meuse, el barrio más allá del Mosa. El 12 de agosto de 1036, exaltó los santos Monulfo y Gondulfo en Maastricht y consagró la nueva iglesia dedicada a Servacio de Tongeren. Reginardo completó la iglesia fundada por Eraclio dedicada a san Lorenzo, y añadió los edificios conventuales donde residieron unos treinta monjes de la orden de San Benito, venidos de la abadía de Saint-Valve, cerca de Verdún. Reginardo otorgó al convento tierras que aseguraban los ingresos necesarios.
En 1037, se alió con Gotel de Lotaringia y el conde Alberto II de Namur para formar un ejército para defender los intereses del emperador Conrado II en la batalla contra Odón II de Blois el 15 de noviembre en el llano de Honol, entre Bar-le-Duc y Verdún. Aunque las milicias conducidas por Reginardo tuvieron un papel importante en la victoria, Reginardo fue herido en la batalla y murió el 5 de diciembre del mismo año. Los monjes de la abadía de San Lorenzo de Lieja le dedicaron un mausoleo cerca del altar mayor de la iglesia.

### Citas
1. ↑  «Regesta Imperii» (en alemán).
2. ↑  «Famine à Liège sous Réginard en 1032» (en francés). 2008. Consultado el 9 de marzo de 2014.
3. ↑  Muller, Fabrice (2 de enero de 2005). «Liège d'hier en cartes postales, les ponts» (en francés). Consultado el 9 de marzo de 2014.
4. ↑  «Abbey of St. Lawrence of Liege» (en inglés). 2007. Archivado desde el original el 9 de marzo de 2014. Consultado el 9 de marzo de 2014.
5. 1 2  «L'église impériale : de Baldéric II à Otbert, Réginard» (en francés). Consultado el 9 de marzo de 2014.